# ホイッスル (森口博子の曲)
「ホイッスル」は、森口博子の13枚目シングル。1993年6月9日に、キングレコードから発売された。

## 概要
前作「スピード」に引き続き、プリンセス プリンセスの奥居香（現・岸谷香）によるプロデュースシングルとして発売された。
「ホイッスル」は、フジテレビ系『夢がMORI MORI』テーマ曲として起用され、『第44回NHK紅白歌合戦』でも披露された。

## 収録曲
| 全作曲・編曲: 奥居香。 |                                      |                  |            |
| #                      | タイトル                             | 作詞             | 作曲・編曲 |
| 1.                     | 「ホイッスル」                       | 森口博子・西脇唯 | 奥居香     |
| 2.                     | 「空からの手紙」                     | 西脇唯           | 奥居香     |
| 3.                     | 「ホイッスル」(オリジナル・カラオケ) |                  | 奥居香     |